# Lijst van voetbalinterlands Duitse Democratische Republiek - Portugal
Deze lijst van voetbalinterlands is een overzicht van alle officiële voetbalwedstrijden tussen de nationale teams van de Duitse Democratische Republiek en Portugal. De landen speelden drie keer tegen elkaar. Het eerste duel, een kwalificatiewedstrijd voor het Europees kampioenschap voetbal 1960, werd gespeeld in Oost-Berlijn op 21 juni 1959. De laatste ontmoeting, een vriendschappelijke wedstrijd, vond plaats op 19 februari 1986 in Braga.

## Wedstrijden
| № | Plaats       | Datum            | Competitie           | Wedstrijd                                 | Uitslag |
| - | ------------ | ---------------- | -------------------- | ----------------------------------------- | ------- |
| 1 | Oost-Berlijn | 21 juni 1959     | EK 1960 kwalificatie | Duitse Democratische Republiek – Portugal | 0 – 2   |
| 2 | Porto        | 28 juni 1959     | EK 1960 kwalificatie | Portugal – Duitse Democratische Republiek | 3 – 2   |
| 3 | Braga        | 19 februari 1986 | Vriendschappelijk    | Portugal – Duitse Democratische Republiek | 1 – 3   |

## Samenvatting
| Competitie        | Totaal gespeeld | Winst DDR | Gelijk | Winst Portugal | Doelsaldo DDR – Portugal |
| ----------------- | --------------- | --------- | ------ | -------------- | ------------------------ |
| EK-kwalificatie   | 2               | 0         | 0      | 2              | 2 − 5                    |
| Vriendschappelijk | 1               | 1         | 0      | 0              | 3 − 1                    |
| Totaal            | 3               | 1         | 0      | 2              | 5 − 6                    |

## Details

### Eerste ontmoeting
| EK 1960 kwalificatie (Oost-Berlijn, Duitse Democratische Republiek, 21 juni 1959): |       |                              |
| Duitse Democratische Republiek                                                     | 0 – 2 | Portugal                     |
|                                                                                    | goals | 12' Matateu 67' Mário Coluna |

### Tweede ontmoeting
| EK 1960 kwalificatie (Porto, Portugal, 28 juni 1959): |       |                                  |
| Portugal                                              | 3 – 2 | Duitse Democratische Republiek   |
| Mário Coluna 45' Mário Coluna 62' Cavém 68'           | goals | 47' Gerhard Vogt 72' Horst Kohle |

### Derde ontmoeting
| Vriendschappelijk (Braga, Portugal, 19 februari 1986): |       |                                                  |
| Portugal                                               | 1 – 3 | Duitse Democratische Republiek                   |
| Fernando Gomes 63' (pen.)                              | goals | 7' Andreas Thom 24' Ulf Kirsten 33' Rainer Ernst |